# Bahadourian
Bahadourian est le nom d'un réseau d'épiceries fines de Lyon spécialisé dans les produits exotiques.

## Histoire
En 1929, Djebraïl (Gabriel) Bahadourian (10 octobre 1907, Anatolie - 31 janvier 1991, Lyon), négociant arménien issu d'une famille s'étant exilée en Jordanie à la suite du génocide arménien s'installe à Lyon dans le quartier populaire de la Guillotière, peuplé d'immigrés de toutes origines. Il y monte une petite épicerie spécialisée dans les produits orientaux dont la gamme va peu à peu s'enrichir pour répondre aux attentes de sa clientèle cosmopolite ; il importe notamment des harengs et des cornichons russes pour sa clientèle juive ashkénaze. Son magasin s'étend progressivement et finit par englober 40 ans plus tard tout le pâté de maisons.
À cet emplacement historique viennent ensuite s'ajouter trois succursales dont une aux Halles de Lyon.

## Hommages
La place située en face du magasin de la Guillotière est renommée en 2003 place Djebrail-Bahadourian en hommage au fondateur de cette épicerie.

### Articles de presse
- François Chabriac, « Les Bahadourian : Byzance-sur-Rhône », sur lexpress.fr, 22 novembre 2004